# Pałac w Czarnominie
Pałac w Czarnominie – pałac wybudowany w miejscowości Czarnomin.

## Opis

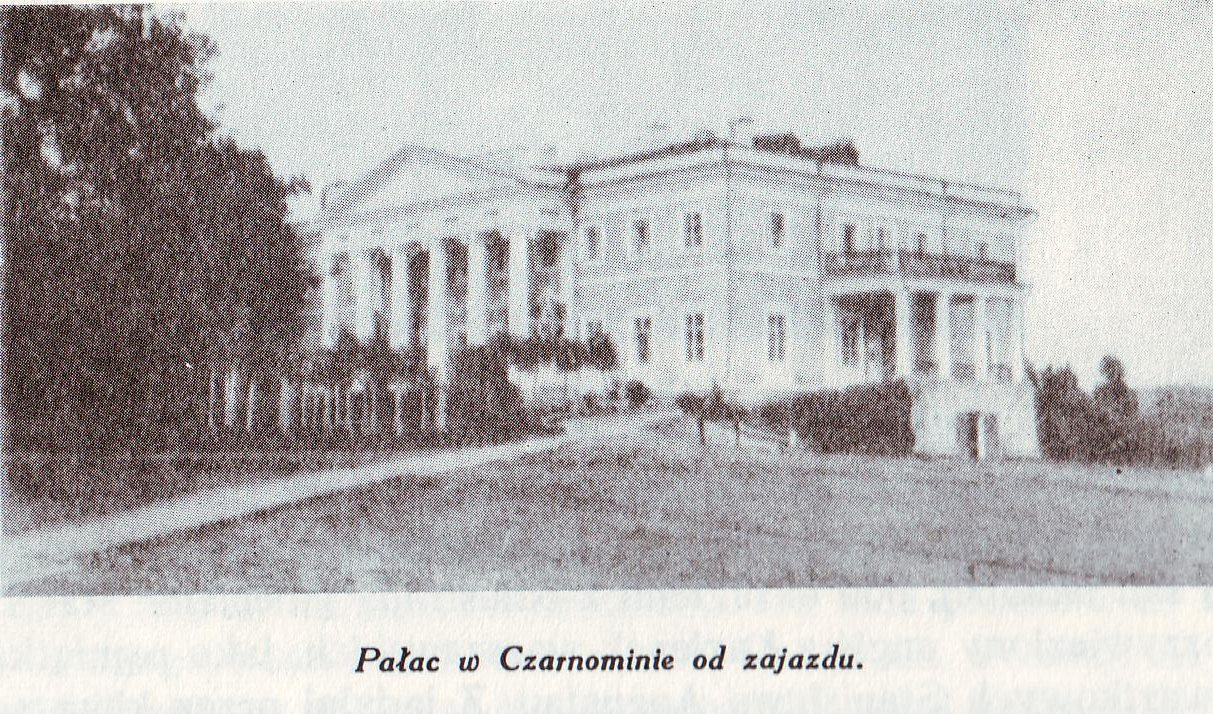

Dwukondygnacyjny pałac wybudowany w latach 1810–1820 przez Mikołaja Czarnomskiego. Projektantem i budowniczym był znany architekt z Odessy, Francesco Boffo. Frontowy portyk na sześciu kolumnach jońskich wspierał tympanon, a półokrągły ogrodowy architraw na ośmiu kolumnach jońskich podpierał kopułę dachową. Z obszernej sieni przechodziło się do amfilady sal i salonów z bogato stiukami zdobionymi plafonami i supraportami. W pałacu czarnomińskim przechowywano pamiątki po Piotrze Szembeku. Obecnie w mocno zdewastowanym pałacu, zwanym przez miejscowych „Białym Domem” (Білий дім), ze względu na pewne podobieństwo do waszyngtońskiej siedziby prezydentów USA, mieści się szkoła.

## Galeria

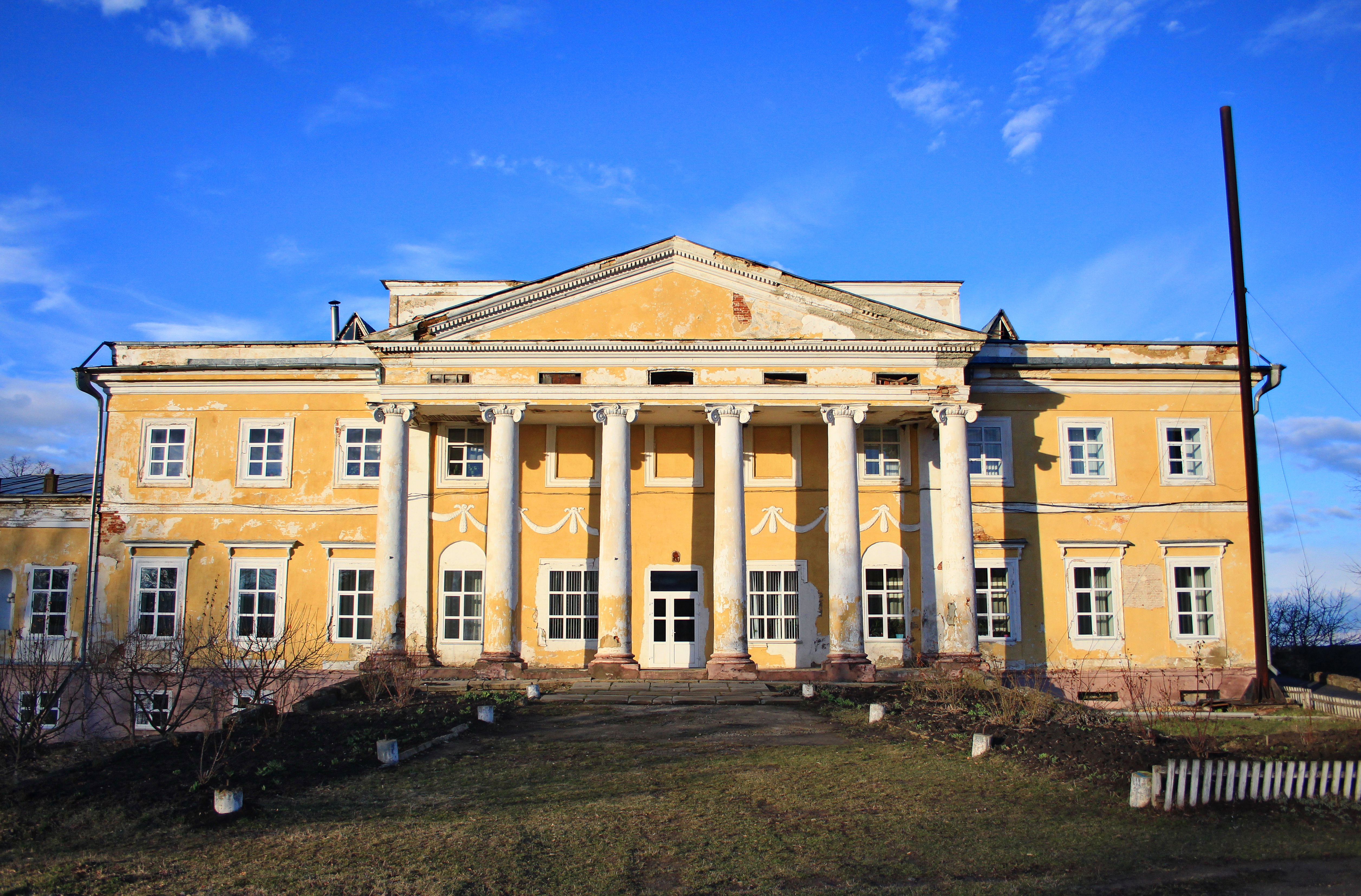
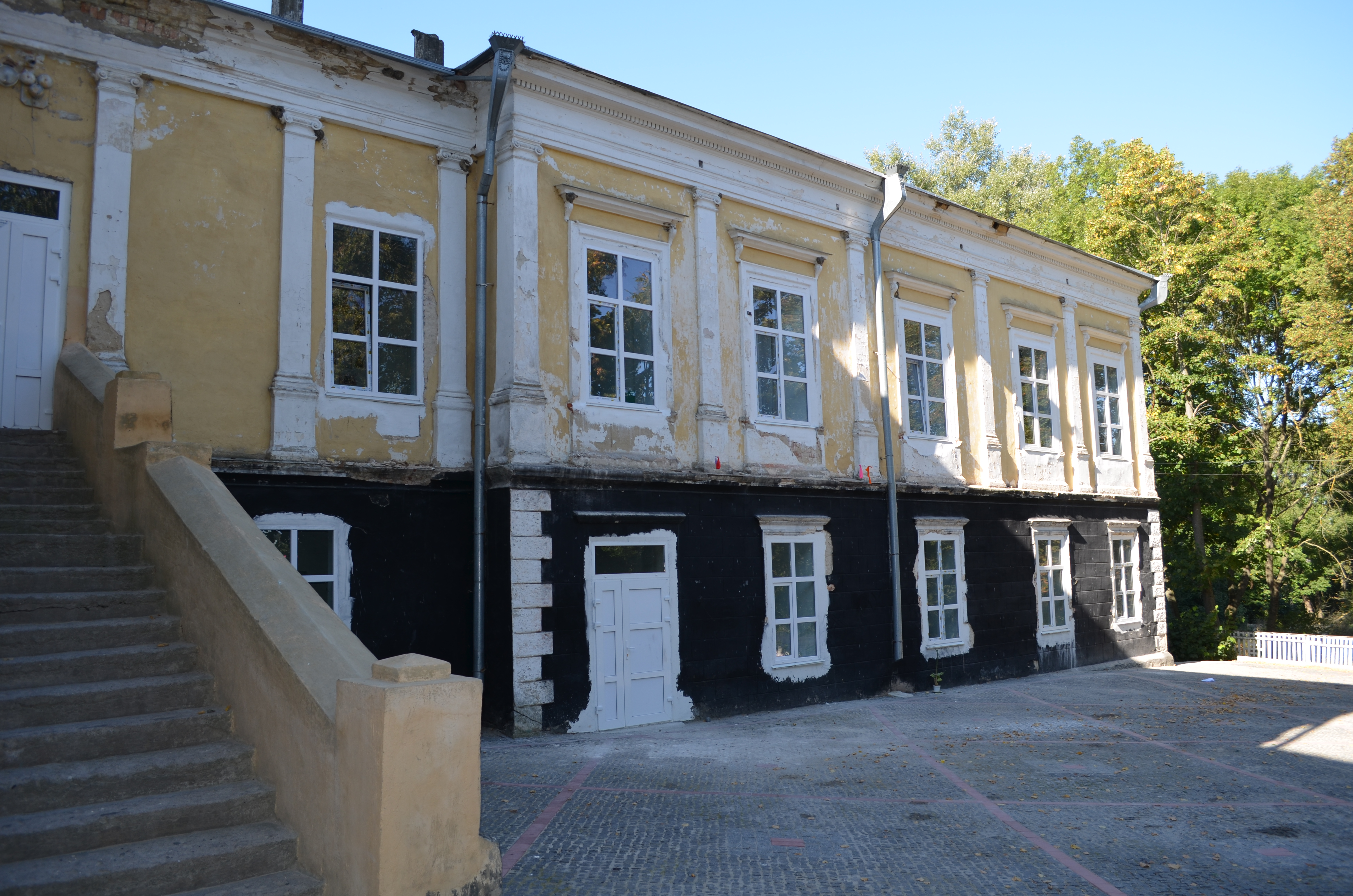
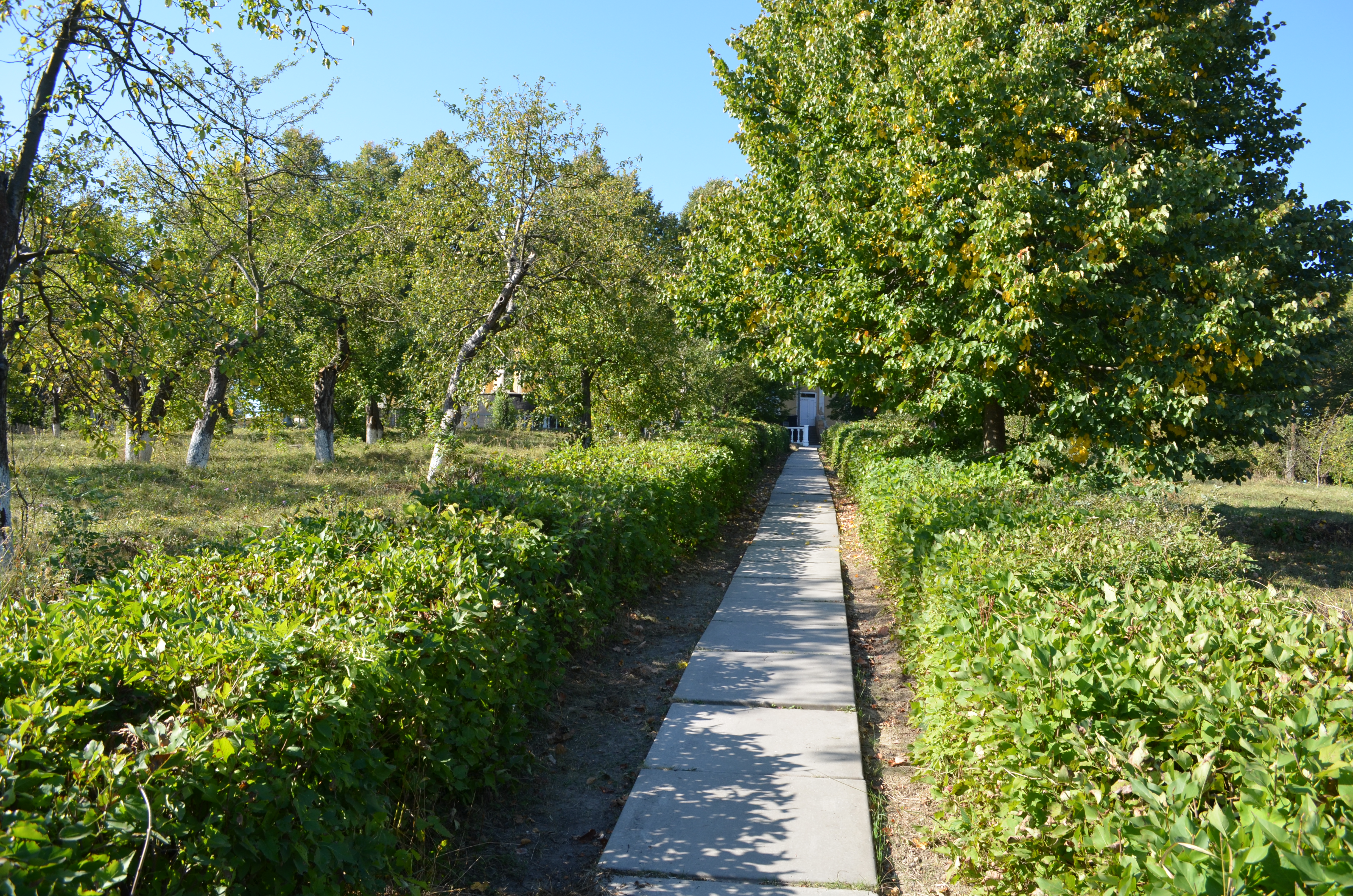
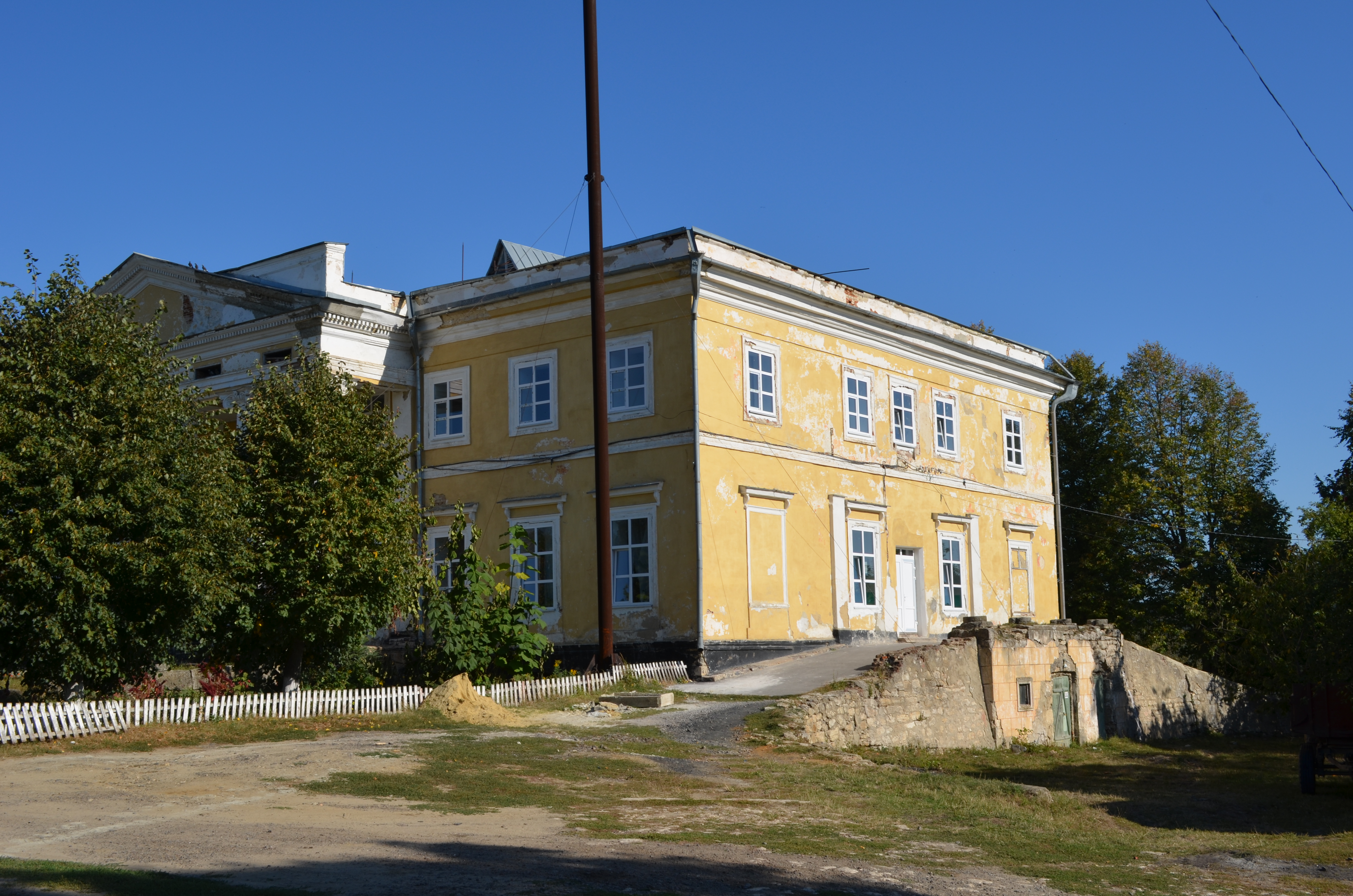
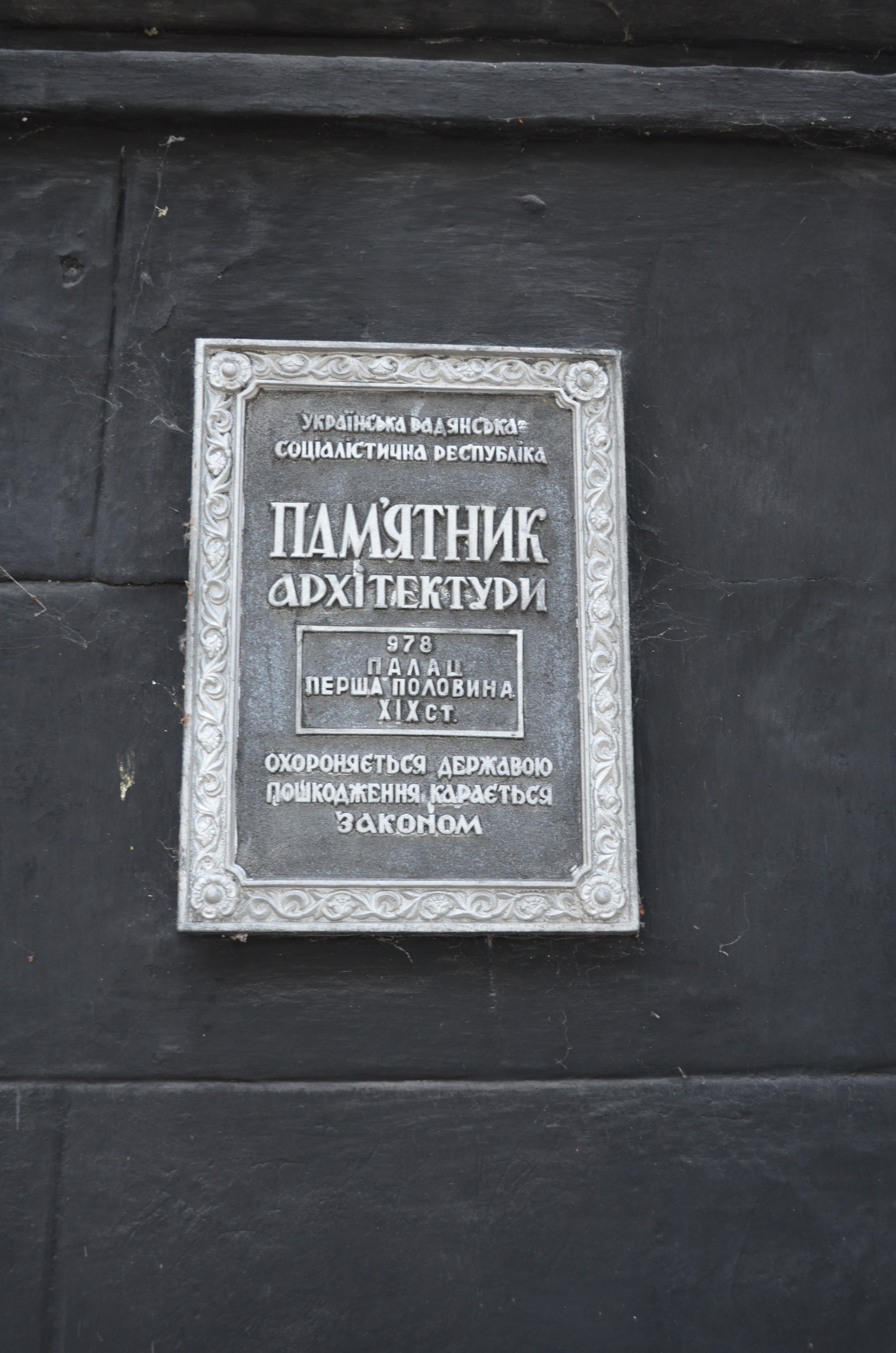
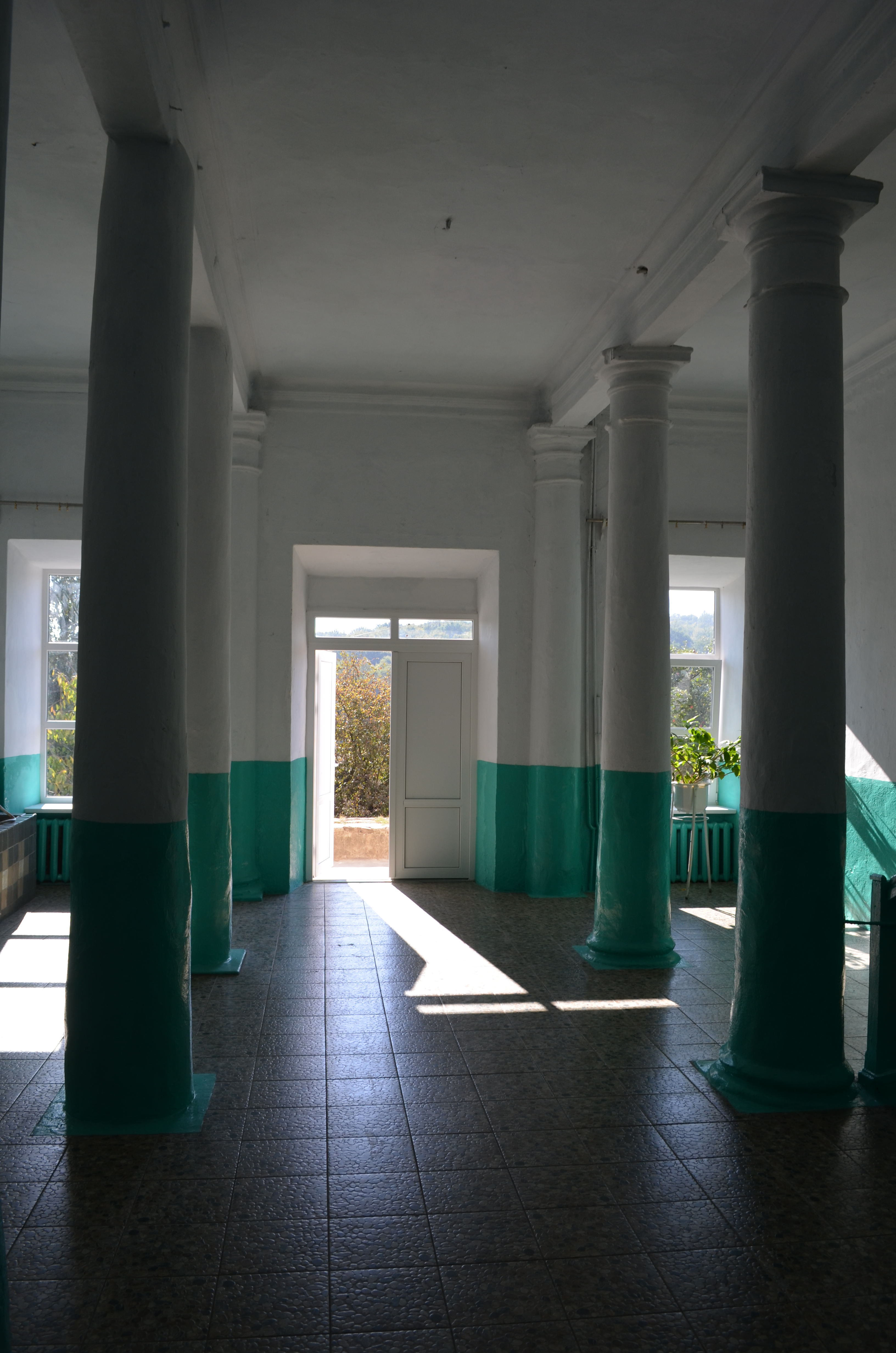
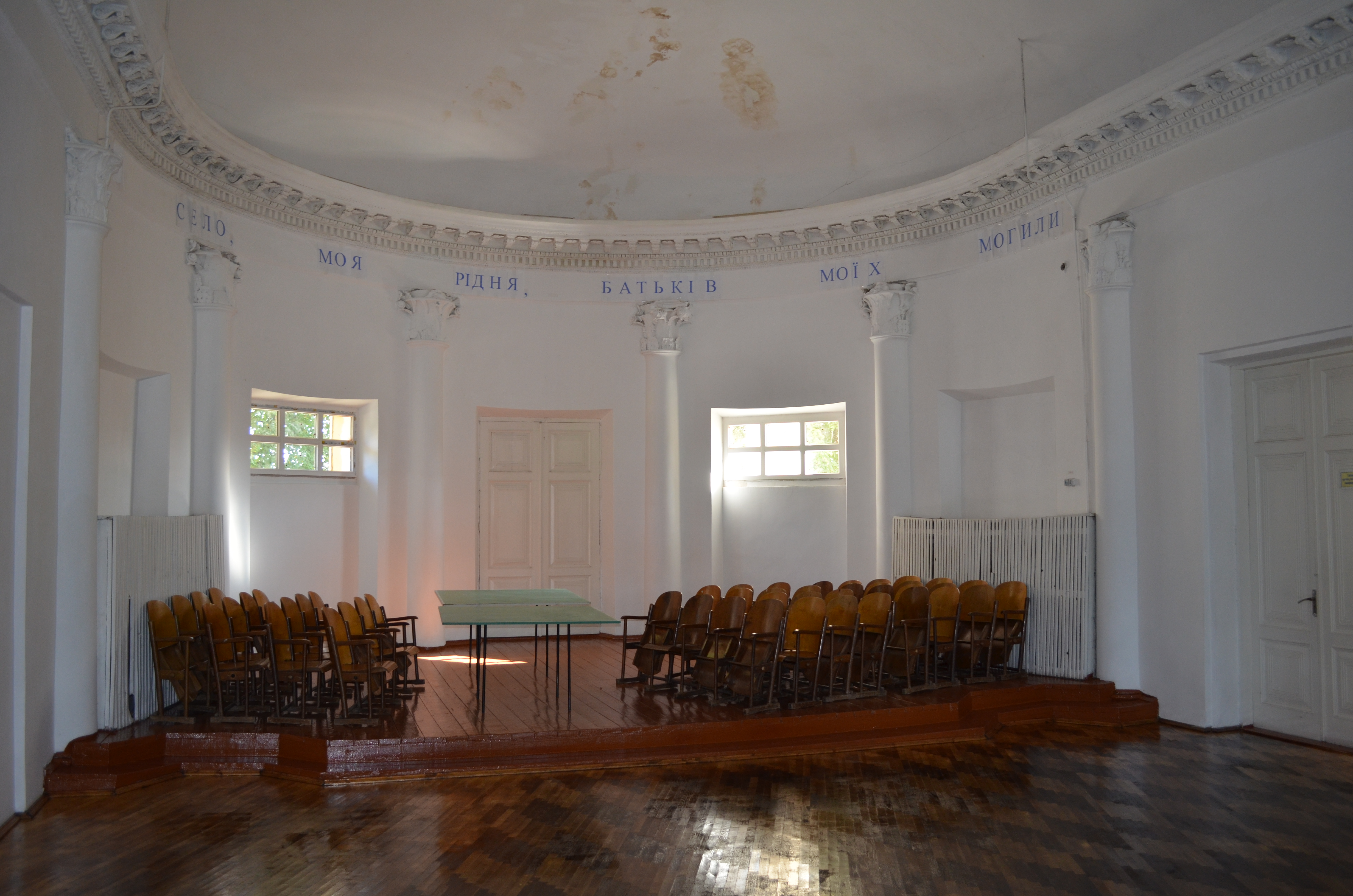
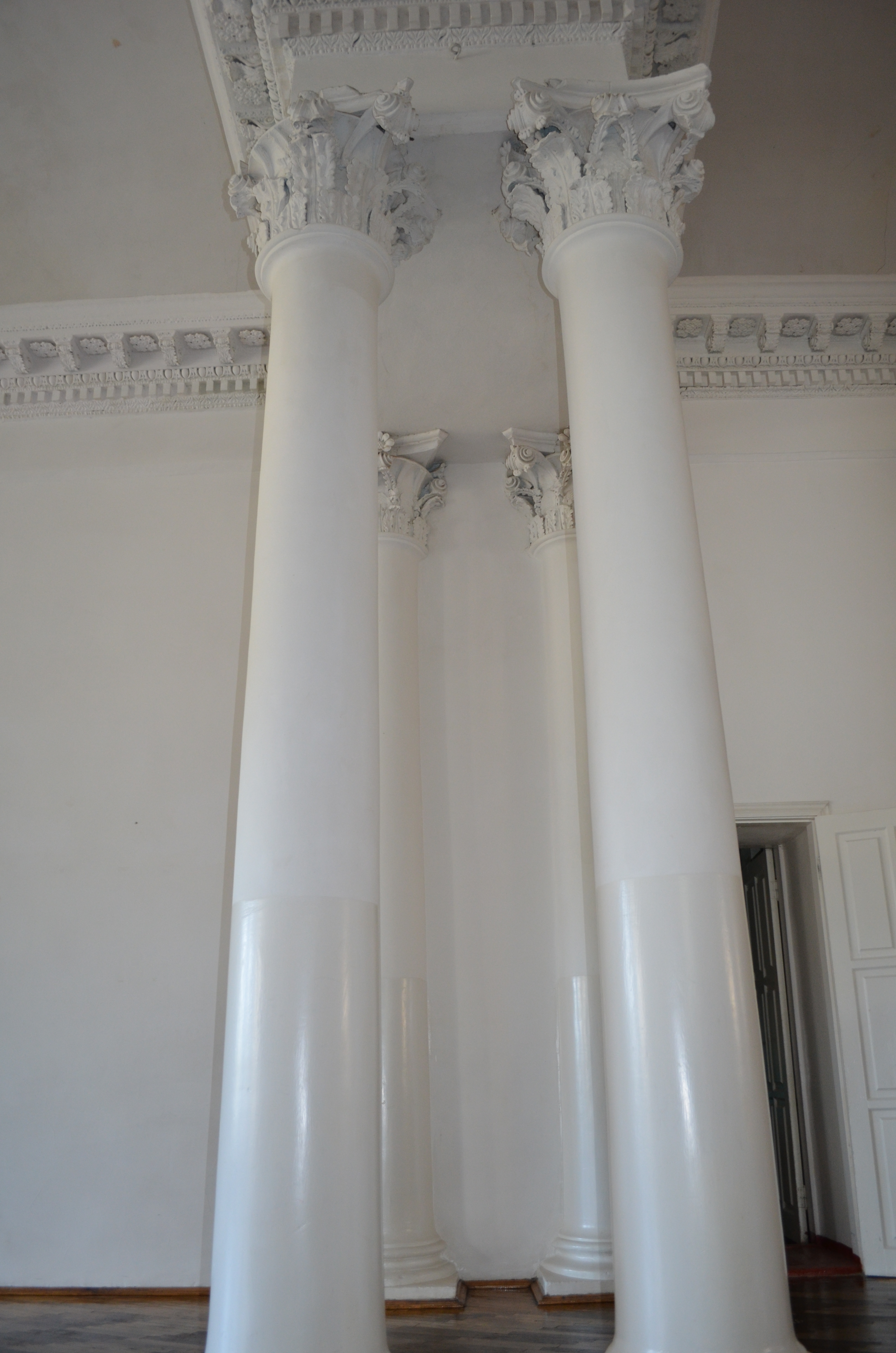
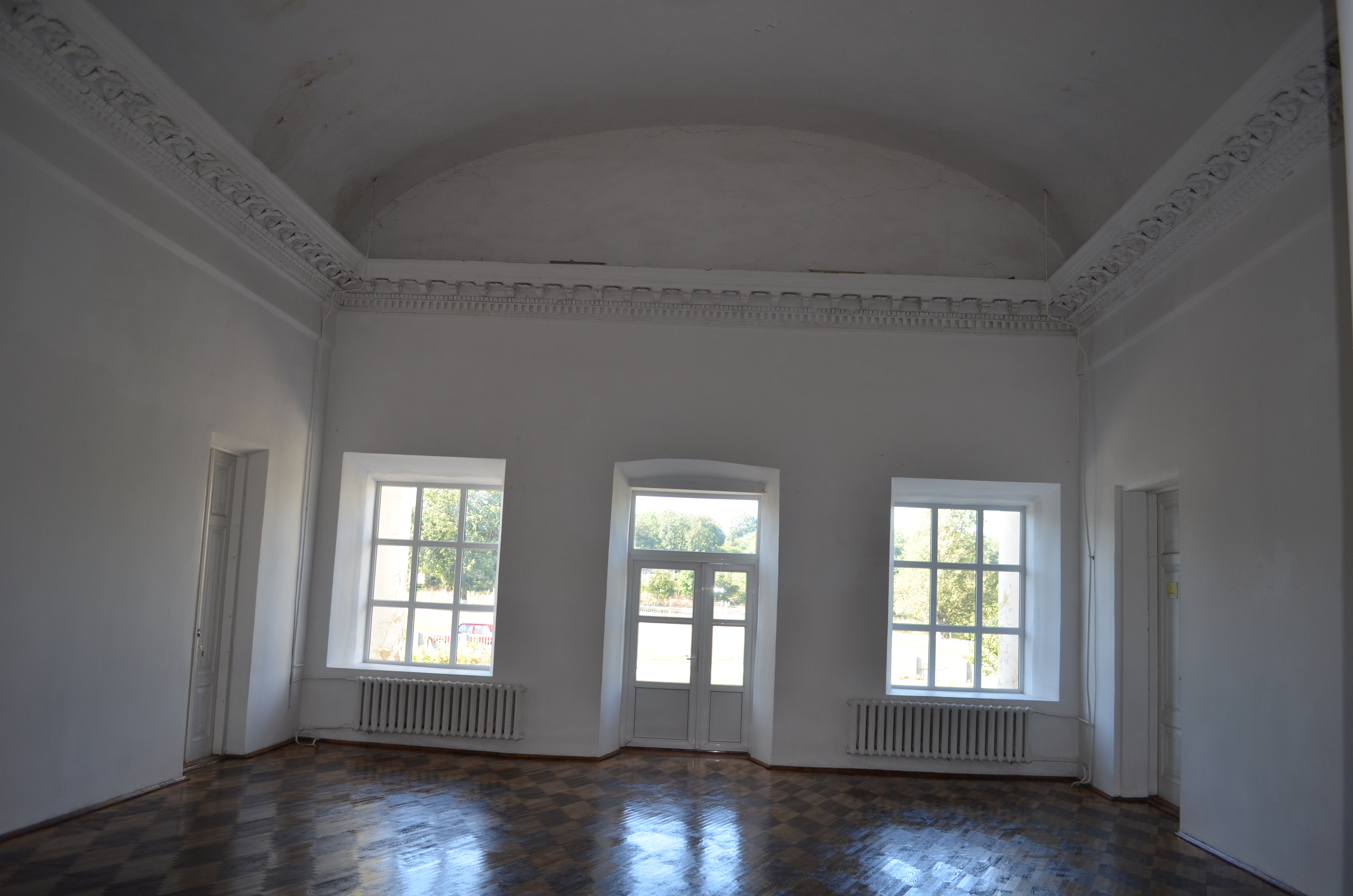